# Bultaco Senior
La Bultaco Senior 200, sovint coneguda simplement com a Bultaco Senior, fou un model de motocicleta de turisme fabricat per Bultaco entre 1966 i 1971. Derivada de la Mercurio 175, un model destinat exclusivament al mercat dels EUA, la Senior es llançà a l'estat espanyol el novembre de 1966 i adoptà la seva denominació com a complement de la també nova Junior 74 (apareguda el gener d'aquell mateix any i adreçada als més joves).
Juntament amb altres models de la marca com ara la Saturno o la mateixa Mercurio, la Senior era una moto econòmica i duradora, les principals característiques de la qual eren les següents: motor de dos temps monocilíndric refrigerat per aire de 175 cc amb canvi de 4 velocitats, bastidor de bressol simple, frens de tambor i amortidors de forquilla convencional davant i telescòpics darrere.

## Característiques
Fitxa tècnica
| Bultaco Senior 200 | Bultaco Senior 200        |
| --- | ------------------------- |
| Id. Model | 34                        |
| Núm. Sèrie | 34.000.001 - 34.001.824   |
| Anys | 1966 - 1971               |
| CC | 174,773                   |
| Diàmetre x Carrera | 60,9 x 60 mm              |
| Compressió | 7:1                       |
| CV | 14,25 a 6.500 rpm         |
| Carburador | Zenith 20 MX-F/20 mm      |
| Canvi | 4 velocitats              |
| Pneumàtic davant | 2,75 x 18"                |
| Pneumàtic darrera | 3,00 x 18"                |
| Frens davant | 160 mm                    |
| Frens darrera | 140 mm                    |
| Pes en sec | 95 kg                     |
| Dipòsit | Vermell i argentat (13 l) |
| \| • Altres \| \| ------------------------------------------------------------------------------------------------------------------ \| \| - Longitud total: 1.915 mm - Distància entre eixos: 1.270 mm - Velocitat màxima: 110 km/h - Consum: 3,1 l x 100 km \| |                           |
| • Altres |                           |
| - Longitud total: 1.915 mm - Distància entre eixos: 1.270 mm - Velocitat màxima: 110 km/h - Consum: 3,1 l x 100 km |                           |